# Anthophora trifasciata
Anthophora trifasciata är en biart som beskrevs av Radoszkowski 1886. Anthophora trifasciata ingår i släktet pälsbin, och familjen långtungebin. Inga underarter finns listade i Catalogue of Life.